# Observatorio QUBIC
El observatorio QUBIC es un proyecto de Cosmología para estudiar la expansión ultrarrápida del universo en los instantes iniciales midiendo los modos B de la polarización del Fondo cósmico de microondas, para ello se observa el cielo con un Interferómetro de Radiotelescopio de ondas milimétricas.
En 2022 comenzó a operar el primer módulo en el paraje de Alto Chorrillos, Provincia de Salta, Argentina.

## El proyecto
El proyecto de cosmología QUBIC (Q-U Bolometric Interferometer for Cosmology o bien Q-UInterferómetro Bolométrico para cosmología) observa el cielo con un interferómetro de radiotelescopio de ondas milimétricas. Combinará la interferometría con el uso de los detectores bolómetros: observa el cielo en  frecuencias de 150 y 220 GHz, para poder separar la señal cosmológica de la emisión en primer plano, en particular, la emisión de polvo térmico.
El 26 de octubre de 2022 comenzó a operar en la Argentina, en Alto Chorrillos, Provincia de Salta, a 4.980 metros de ms. n. m.. El complejo ha sido construido en Francia en colaboración con Argentina, Italia, Estados Unidos, Reino Unido e Irlanda, para comprobar la existencia de  señales que se habrían generado en el instante de la creación del universo. El lugar se eligió por numerosos parámetros: excelente visibilidad del cielo, aspectos meteorológicos (entre ellos la muy baja humedad relativa del aire, pues la humedad afecta la sensibilidad del instrumento), la geología, la accesibilidad y la posibilidad de incorporar personal local.
El QUBIC trabaja con radiación de bajas energías del espectro electromagnético. Se halla encerrado en una carcasa cilíndrica o criostato de 1,8 m de alto y 1,6 m de diámetro, refrigerado globalmente a unos 4 kelvin (correspondiente a -269,15 °C ), pero los sensores bolométricos deben trabajar a temperaturas numerosas veces menores, por lo que  el diseño del sistema de refrigeración combina dos tipos de helio líquido.